# Ottorino Marcolini
Padre Ottorino Marcolini (Brescia, 9 marzo 1897 – Brescia, 23 novembre 1978) è stato un presbitero italiano della Confederazione dell'Oratorio di San Filippo Neri.

## Gli anni giovanili
Padre Ottorino Marcolini nasce il 9 marzo 1897 a Brescia da Abramo Marcolini e Giulia Brioni. La famiglia in cui Ottorino cresce, primo di sei fratelli, ha forti principi cattolici.
Il ragazzo si dimostrò di buona intelligenza e decisamente orientato allo studio. Frequentò l’Oratorio dei Padri alla Pace, in cui era solito condividere il suo tempo e il suo aiuto con i compagni che presentavano difficoltà scolastiche. Nel 1914 completò gli studi presso l'Istituto Tecnico Tartaglia, iniziò quindi gli studi presso la facoltà d'ingegneria al Politecnico di Milano ma, nel 1916, fu chiamato al servizio militare e l'anno successivo partì per la guerra. Nel medesimo periodo muore suo padre, con cui il ragazzo ebbe un rapporto particolarmente affettuoso. Per poter terminare gli studi, essendo ancora sotto la ferma militare, il 30 aprile 1919 riuscì a farsi arruolare nel Battaglione Studenti di Milano. La scelta gli permette di dedicarsi completamente agli studi universitari e di laurearsi, nel 1920 al Politecnico.
Il 15 giugno 1921 il comune di Brescia prese in gestione diretta l'officina del gas e chiamò Marcolini a dirigerla. Contemporaneamente ebbe l'opportunità di proseguire gli studi di matematica all'Università di Padova dove si laureò nel 1924. In questo stesso periodo milanese, Ottorino comincia a maturare la decisione di diventare sacerdote. Tra i diversi incontri determinanti in questa direzione merita ricordare quello con don Giovanni Battista Montini, di cui era coetaneo. Nel 1924, infine, anche suo fratello Guido muore. L'avvenimento spinge Ottorino a diventare sacerdote. Venne ordinato 2 gennaio 1927. Si dedica all'insegnamento prendendo incarico alla scuola Arnaldo, presso le Canossiane, all'ITIS. Divenne inoltre assistente della Federazione Universitaria Cattolica Italiana (FUCI) e della Società di San Vincenzo de' Paoli. Nel suo vivere a stretto contatto con famiglie povere e disagiate maturò l'idea di quelli che definirà successivamente villaggi.
Sopraggiunge la seconda guerra mondiale e Padre Ottorino chiede la mobilitazione. Nel 1940 divenne tenente cappellano militare in aeronautica e spese il suo tempo sui campi di battaglia. L'8 settembre 1943 fu catturato e deportato dai tedeschi in un lager, lo stalag I-B di Hohenstein, dove condivise quest'esperienza anche con Mario Rigoni Stern. Le condizioni estremamente dure videro l'ufficiale Marcolini dedicarsi interamente ai soldati dei quali voleva condividere la sorte e con i quali voleva tornare in Italia, per ricostruire insieme il paese. Liberato il 23 aprile 1945, rientrò a Brescia nell'ottobre dello stesso anno e riprese il suo apostolato fra i giovani, restando fino al 1951 parroco nella parrocchia della Pace.

## L'impegno nel dopoguerra
Padre Marcolini si fa carico dei due più gravi problemi del dopoguerra: il lavoro e la casa. Riteneva, infatti, che la gente dovesse avere diritto ad un lavoro, una casa e una famiglia che fossero il più dignitose possibile. Ogni famiglia doveva avere:
Le encicliche sociali di quegli anni gli danno ulteriore vigore in tal senso. Favorì quindi il movimento cooperativo, fondando una cooperativa di giovani muratori. Fu promotore dell'Unione Cristiana Imprenditori Dirigenti (UCID) fondata nel 1947.
Si dedicò assiduamente a tutta una vasta serie di iniziative, volte a fondare o beneficiare scuole, ritiri spirituali, attività a favore dei reduci, degli apprendisti, dei periti tecnici. Infine Padre Marcolini fondò le B.I.M., le Brigate Irregolari Marcoliniane. 
Fu inoltre una figura di riferimento nella OM, industria fondamentale della realtà bresciana, anche per il rapporto di forte amicizia che lo legava all'ingegner Bruno Beccaria. Qui ebbe svariate divergenze di opinioni con i sindacati, di cui comprendeva lo slancio sociale senza tuttavia condividerne i mezzi e i fini politici.

## Casa e dignità: il progetto dei Villaggi
In quegli anni si avvertì un sempre più forte inurbamento, le prime avvisaglie del boom industriale e dell'immigrazione dal Sud dell'Italia. Nell'intento di migliorare le precarie condizioni di vita delle famiglie nelle case popolari, il 28 novembre 1953 fondò la cooperativa La Famiglia che si proponeva di costruire case solide e dignitose, da dare in proprietà individuale ai soci.
Il progetto non si limitava a prevedere uno o più condomini. Padre Ottorino sosteneva in particolare: «l'ideale sarebbe di poter costruire piccole case con pochi alloggi». Desiderava assolutamente evitare di costruire abitazioni-alveare. Prevedeva invece case economiche bifamiliare o a schiera all'interno di piccoli villaggi periferici, pensati a misura d'uomo e delle esigenze sociali di più famiglie. I villaggi, quindi, prevedevano chiese, oratori, ACLI, asili e tutti quei servizi che avrebbero tutelato e sostenuto la dignità del vivere quotidiano. Secondo i critici la tipologia degli alloggi era finalizzata alla incentivazione della solidarietà tra gli operai, mediante la conservazione delle tradizioni contadine.
I criteri di costruzione erano:
- Sicurezza
- Rispetto delle norme statiche, igieniche
- Rispetto delle esigenze essenziali di una famiglia, vale a dire le case intese come comunità famigliari: villaggi con chiese, oratori, ACLI, asili
- Presenza di aree verdi, quali orti e giardini, come strumento estetico, di educazione al bello e per un uso intelligente e proficuo del tempo libero
- Posizionamento di prezzo che le rendesse realmente accessibili alle famiglie reali
- Possibilità di ampliamento col crescere della famiglia

I primi villaggi nacquero nella zona ovest di Brescia. Tra essi il primo fu quello in località Violino, costituito da 252 appartamenti con chiesa, scuola materna e scuola elementare. Nel proseguire i lavori si rese necessario ampliare le capacità tecniche ed amministrative della originaria cooperativa. Il 25 febbraio 1963 venne, quindi, costituito il Centro Studi e Coordinamento Iniziative "La Famiglia" con lo scopo di promuovere ed aiutare in ogni modo le singole cooperative già nate. Padre Marcolini ebbe la grande capacità di mobilitare forze culturali, sociali ed economiche in vista di un fine di grande respiro. È stato più volte scritto che Padre Marcolini fu l'italiano che costruì più case popolari nel dopoguerra. Alla sua morte, a 25 anni dal primo alloggio, il centro studi "La Famiglia" stava realizzando 473 appartamenti in 30 cantieri diversi. Dal 1953 al 1987 gli alloggi marcoliniani furono 6631, assicurando l'abitazione di proprietà a ben 25000 bresciani circa.

## L'impegno per le cooperative di lavoratori
La sua opera non si esaurì nelle case. Si dedicò anche alla creazione di cooperative di lavoro Famiglie Meccaniche in Val Camonica e s'interessò alla ricostruzione del Friuli dopo il terremoto del 1976. Nel 1964 ricevette la Stella della bontà come ideatore geniale, tecnico esperto, lavoratore indefesso. Nel 1968 fu nominato cavaliere di Vittorio Veneto.
Si spense il 23 novembre 1978 in seguito al trauma riportato in un incidente stradale, suscitando profondo dolore e partecipazione a tutti livelli.

## Le B.I.M.
Le B.I.M. o Brigate Irregolari Marcoliniane furono un'esperienza educativa concepita da Padre Marcolini, rivolta agli operai dell'OM, ai reduci dei lager, ai disoccupati, agli sfaccendati ed agli sbandati che frequentavano l'Oratorio della Pace nell'immediato dopoguerra. Lo scopo era quello di dar loro la possibilità di fare un soggiorno in campeggio in montagna. Il Padre li definiva «...giovani di tutte le età, di tutte le qualità, di tutte le educazioni, di tutti gli ambienti, di tutte le tendenze messi a stare insieme come fratelli».
Dall'iniziale zona di reclutamento dell'Oratorio della Pace, ben presto le Brigate raccolsero aderenti tra gli squattrinati di tutte le zone della città. Il sacerdote sperava che grazie a questi soggiorni immersi nella natura e lontano dai problemi quotidiani, le loro negatività si sarebbero smussate, il loro spirito si sarebbe orientato verso una ricerca maggiore di Dio e verso una convivenza più caritatevole e generosa. Il motto che il Padre diede alle sue BIM sintetizza lo spirito con cui furono create: Verso l'alto concordi.